# Aaron Clapham
Aaron Daniel Clapham (* 15. Januar 1987 in Christchurch) ist ein ehemaliger neuseeländischer Fußballspieler.

## Vereinskarriere
Clapham entstammt einer fußballbegeisterten Familie. Seine Eltern sind im regionalen Fußball von Christchurch aktiv, seine Schwester Sara spielte mehrfach für das Frauennationalteam. Clapham erlernte das Fußball beim Burwood AFC, einem kleinen Verein im Christchurcher Stadtteil Burwood, in dem auch seine Eltern tätig waren und ihren Sohn trainierten. 14-jährig wechselte er zum traditionsreichen Western AFC, bei dem er bereits mit 15 Jahren in der Mainland Premier League debütierte, der höchsten regionalen Spielklasse für Vereine aus dem Nordteil der neuseeländischen Südinsel. 2004 erhielt er die Auszeichnung zum besten Nachwuchsspieler der Mainland Premier League, ein Jahr später wurde er als bester Stürmer und bester Spieler der Liga ausgezeichnet.
Im Anschluss nahm er ein Stipendium der Saint Francis University in Pennsylvania an, erkannte aber bald, dass deren Fußballteam für seine Ansprüche „zu klein“ war und wechselte 2007 an die University of Louisville. Dort gehörte er in seinen beiden Spielzeiten zu den Leistungsträgern der Louisville Cardinals und wurde zum MLS Combine 2009, einer Veranstaltung zur Sichtung von Kandidaten für den bevorstehenden Draft der Major League Soccer, eingeladen.
Clapham wurde beim anschließenden MLS-Draft nicht ausgewählt und wechselte nach Beendigung seines Studiums mit einem Abschluss als Bachelor of Business Administration zum australischen Klub Dandenong Thunder in die Victorian Premier League. 
Mit Dandenong erreichte der technisch beschlagene Mittelfeldspieler als Tabellenerster der regulären Saison das Meisterschaftsfinale 2009, in dem man mit 4:5 nach Elfmeterschießen Altona Magic unterlag. In der langen Saisonpause (September bis Februar) kehrte Clapham, dessen Lieblingsposition im offensiven Mittelfeld liegt, der aber auch im rechten und defensiven Mittelfeld eingesetzt werden kann, nach Neuseeland zurück und spielte für Canterbury United in der New Zealand Football Championship, der höchsten Spielklasse des Landes. Clapham entwickelte sich dabei zum überragenden Spieler der Saison, wurde in allen vier Monaten in die Mannschaft des Monats berufen und am Saisonende als bester Spieler der Liga ausgezeichnet. Er führte dabei Canterbury, das in den beiden vorherigen Spielzeiten jeweils Tabellenletzter wurde, bis ins Meisterschaftsfinale, in dem Waitakere United mit 3:1 siegte. Clapham hätte dabei Anfang Februar zu Dandenong zurückkehren sollen, entschied sich aber für einen Verbleib in Neuseeland bis zum Saisonende, auch um seine Chancen auf eine Berufung in das neuseeländische WM-Aufgebot nicht zu schmälern.
Im Februar 2011 gehörte er kurzzeitig zum Aufgebot des neuseeländischen Profiteams Wellington Phoenix, kam in der Partie gegen den Sydney FC aber nicht zum Einsatz. In der Saison 2011/12 war Clapham mit neun Saisontreffern hinter seinem Mannschaftskameraden George Slefendorfas zweitbester Torschütze der neuseeländischen Meisterschaft, ein Jahr später erzielte er zwölf Saisontreffer, einen weniger als Torschützenkönig Roy Krishna.

## Nationalmannschaft
Clapham, der zum neuseeländischen Leistungskader in der Altersklassen U-14 und U-16 gehörte, wurde 2007 in das neuseeländische U-20-Aufgebot für die Junioren-Weltmeisterschaft in Kanada berufen und kam beim Vorrundenaus in zwei der drei Gruppenspiele zum Einsatz. 
Aufgrund seiner Leistungen in der neuseeländischen Meisterschaft mit Canterbury United lud Nationaltrainer Ricki Herbert Clapham im April 2010 als einzigen Spieler ohne Länderspieleinsatz zu einem 12-tägigen Trainingslager der neuseeländischen Nationalmannschaft ein. Nachdem er bei einem Testspiel gegen eine neuseeländische Ligaauswahl eine herausragende Leistung geboten hatte, nominierte ihn Herbert einen Tag später in das 23-köpfige Aufgebot für die Fußball-Weltmeisterschaft 2010 in Südafrika.
Clapham blieb während der WM ohne Einsatz und gab sein Debüt im Oktober 2010 bei einem Freundschaftsspiel gegen Honduras.